# Калин Антонов
Калин Антонов e български художник наивист.

## Биография
Роден е в София през 1976 г. През 1997 г. завършва Свободната академия за изящни изкуства „Жул Паскин“ в София, специалност живопис. През 1998 г. прави едногодишна специализация при проф. Николай Майсторов. Член е на Съюза на българските художници.
Калин Антонов има седем самостоятелни изложби – Галерия на СБХ „Шипка 6“, Галерия „Средец“, Министерство на културата, Галерия Сезони и др., а също така участва и в 18 общи изложби в цялата страна сред които София, Видин, Плевен и Севлиево, както и на Балканското квадринале на живописта в Стара Загора.